# Principio del massimo di Hopf
In matematica, il principio del massimo di Hopf è un principio del massimo utilizzato nello studio di equazioni alle derivate parziali ellittiche.

## Enunciato
Sia {\displaystyle u=u(\mathbf {x} )}, con {\displaystyle \mathbf {x} =(x_{1},\dots ,x_{n})\in \mathbb {R} ^{n}}, una funzione di classe {\displaystyle C^{2}} che soddisfa l'equazione differenziale alle derivate parziali:
{\displaystyle Lu=\sum _{ij}a_{ij}(x){\frac {\partial ^{2}u}{\partial x_{i}\partial x_{j}}}+\sum _{i}b_{i}(x){\frac {\partial u}{\partial x_{i}}}\geq 0}
in un aperto connesso di {\displaystyle \Omega }, dove la matrice simmetrica dei coefficienti {\displaystyle a_{ij}(x)} è localmente definita positiva in {\displaystyle \Omega } e sia le funzioni {\displaystyle a_{ij}(x)} che le funzioni {\displaystyle b_{i}(x)} sono localmente limitate. Se {\displaystyle u} ha un massimo {\displaystyle M} in {\displaystyle \Omega }, allora è costantemente uguale a {\displaystyle M} in {\displaystyle \Omega }.

## Funzioni armoniche
Data una funzione armonica {\displaystyle f} definita sulla chiusura di una palla {\displaystyle B_{r}(0)\subset \mathbb {R} ^{n}} centrata nell'origine e di raggio {\displaystyle r} ed un punto {\displaystyle x_{0}} sulla frontiera {\displaystyle \partial B_{r}(0)} di {\displaystyle B_{r}(0)}, se {\displaystyle x_{0}} è un massimo assoluto per {\displaystyle f}, ovvero:
{\displaystyle f(x_{0})>f(y)\quad \forall y\neq x_{0}}
allora:
{\displaystyle {{\partial f} \over {\partial {\vec {n}}}}(x_{0})>{{k} \over {r}}(f(x_{0})-f(0))}
per qualche costante {\displaystyle k>0}, con {\displaystyle {\vec {n}}} un versore che da {\displaystyle x_{0}} entra perpendicolarmente in {\displaystyle B_{r}}.